# Offset (Rapper)

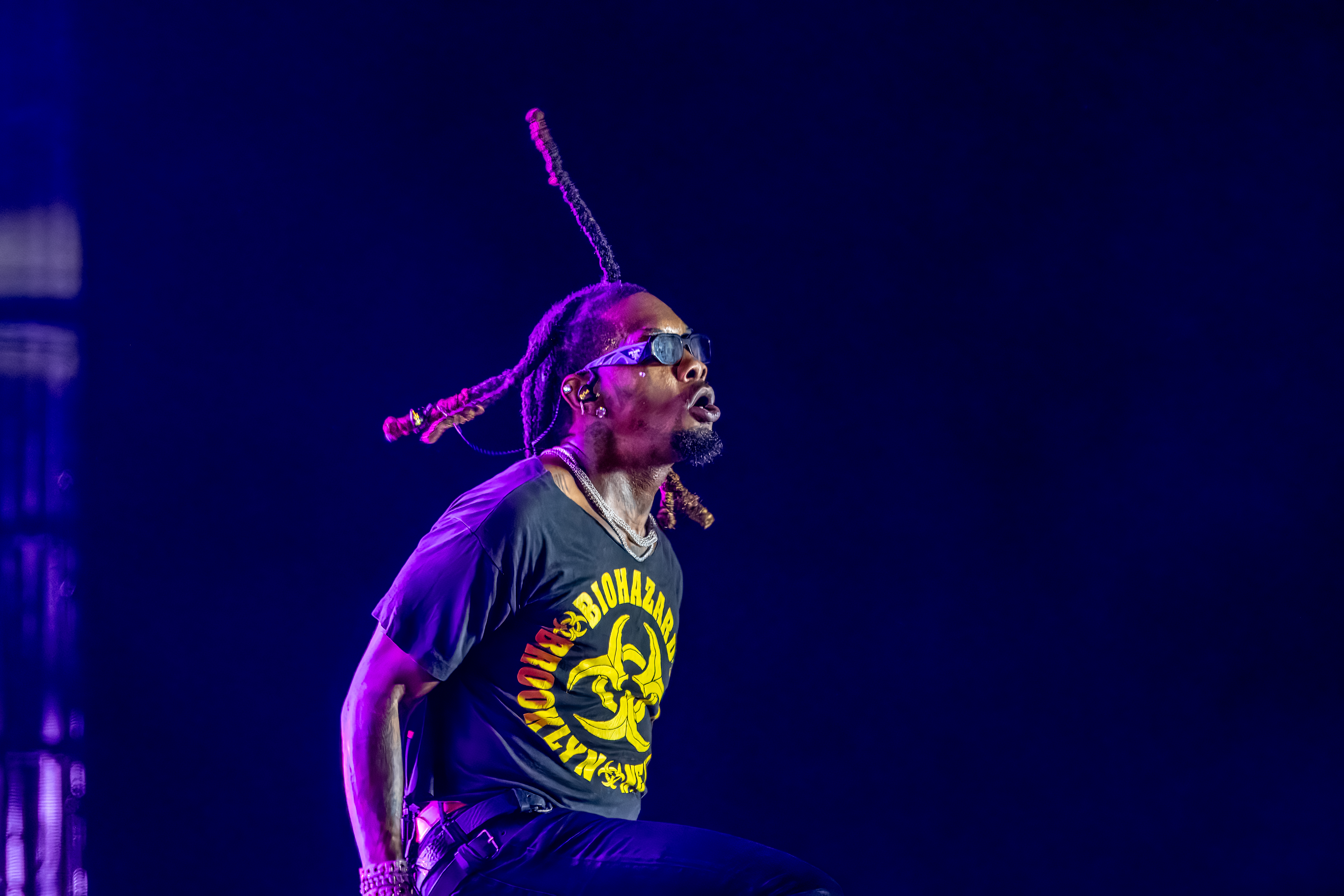
Offset (2024)

Offset (* 14. Dezember 1991 als Kiari Kendrell Cephus in Lawrenceville, Georgia) ist ein US-amerikanischer Rapper und Songwriter. Er ist Mitglied der Hip-Hop-Gruppe Migos.

## Karriere
Offset wurde 1991 geboren und wuchs zusammen mit seinem Cousin Quavo und dessen Neffen Takeoff im Gwinnett County auf. 2013 veröffentlichten sie die Single Versace, wodurch die Gruppe erstmals Aufmerksamkeit erlangte. Zwei Jahre später folgte das Debütalbum Yung Rich Nation, das auf Platz 17 in den US-amerikanischen Charts landete. Mittlerweile veröffentlichte Offset zusammen mit seiner Gruppe drei Alben, die alle mehrfach mit Gold und Platin ausgezeichnet wurden. 
2017 veröffentlichte er zusammen mit dem Rapper 21 Savage und dem Produzenten Metro Boomin das Kollaboalbum Without Warning, das Platz 4 der Charts erreichte und das erste größere Projekt ohne Quavo und Takeoff war. Die Single Ric Flair Drip aus dem Album wurde Offsets erste Platinauszeichnung als Solokünstler. 2018 erschien das erste Feature mit einem Künstler aus dem Pop-Genre, nämlich Hurts Like Hell mit der Sängerin Madison Beer. Sein Debütalbum Father of 4 erschien im Februar 2019.

## Privatleben
2017 gingen Offset und Cardi B eine Beziehung ein. Im Juli 2018 wurden sie Eltern. Im Dezember 2018 trennten sie sich, kamen jedoch Anfang 2019 wieder zusammen. Cardi B reichte im September 2020 die Scheidung ein, zog diese aber im Dezember 2020 zurück. Im September 2021 wurden beide zum zweiten Mal Eltern. Im August 2024 trennten sie sich erneut. Im September 2024 kam ihr drittes gemeinsames Kind zur Welt. Aus vergangenen Partnerschaften von Offset waren bereits drei Kinder hervorgegangen.

## Diskografie

### Studioalben
| Jahr | Titel           | Höchstplatzierung, Gesamtwochen, AuszeichnungChartplatzierungen (Jahr, Titel, Platzierungen, Wochen, Auszeichnungen, Anmerkungen) | Höchstplatzierung, Gesamtwochen, AuszeichnungChartplatzierungen (Jahr, Titel, Platzierungen, Wochen, Auszeichnungen, Anmerkungen) | Höchstplatzierung, Gesamtwochen, AuszeichnungChartplatzierungen (Jahr, Titel, Platzierungen, Wochen, Auszeichnungen, Anmerkungen) | Höchstplatzierung, Gesamtwochen, AuszeichnungChartplatzierungen (Jahr, Titel, Platzierungen, Wochen, Auszeichnungen, Anmerkungen) | Höchstplatzierung, Gesamtwochen, AuszeichnungChartplatzierungen (Jahr, Titel, Platzierungen, Wochen, Auszeichnungen, Anmerkungen) | Anmerkungen                                                         |
| Jahr | Titel           | DE | AT | CH | UK | US | Anmerkungen                                                         |
| ---- | --------------- | --- | --- | --- | --- | --- | ------------------------------------------------------------------- |
| 2017 | Without Warning | — | — | — | UK41 Silber · (3 Wo.)UK | US4 (66 Wo.)US | Erstveröffentlichung: 31. Oktober 2017 mit Metro Boomin & 21 Savage |
| 2019 | Father of 4     | DE54 (1 Wo.)DE | AT25 (2 Wo.)AT | CH14 (4 Wo.)CH | UK19 (3 Wo.)UK | US4 Gold · (31 Wo.)US | Erstveröffentlichung: 22. Februar 2019                              |
| 2023 | Set It Off      | DE35 (1 Wo.)DE | AT22 (1 Wo.)AT | CH6 (3 Wo.)CH | UK62 (1 Wo.)UK | US5 (12 Wo.)US | Erstveröffentlichung: 13. Oktober 2023                              |

### Singles als Leadmusiker
| Jahr | Titel Album                                         | Höchstplatzierung, Gesamtwochen, AuszeichnungChartplatzierungen (Jahr, Titel, Album, Platzierungen, Wochen, Auszeichnungen, Anmerkungen) | Höchstplatzierung, Gesamtwochen, AuszeichnungChartplatzierungen (Jahr, Titel, Album, Platzierungen, Wochen, Auszeichnungen, Anmerkungen) | Höchstplatzierung, Gesamtwochen, AuszeichnungChartplatzierungen (Jahr, Titel, Album, Platzierungen, Wochen, Auszeichnungen, Anmerkungen) | Höchstplatzierung, Gesamtwochen, AuszeichnungChartplatzierungen (Jahr, Titel, Album, Platzierungen, Wochen, Auszeichnungen, Anmerkungen) | Höchstplatzierung, Gesamtwochen, AuszeichnungChartplatzierungen (Jahr, Titel, Album, Platzierungen, Wochen, Auszeichnungen, Anmerkungen) | Anmerkungen                                                          |
| Jahr | Titel Album                                         | DE | AT | CH | UK | US | Anmerkungen                                                          |
| --- | --------------------------------------------------- | --- | --- | --- | --- | --- | -------------------------------------------------------------------- |
| 2018 | Ric Flair Drip Without Warning                      | DE— GoldDE | — | CH74 (1 Wo.)CH | UK67 Platin · (15 Wo.)UK | US13 ×6Sechsfachplatin · (31 Wo.)US | Erstveröffentlichung: 1. März 2018 mit Metro Boomin & 21 Savage      |
| 2019 | Red Room Father of 4                                | — | — | — | UK89 (2 Wo.)UK | US49 Platin · (3 Wo.)US | Erstveröffentlichung: 14. Februar 2019                               |
| 2019 | Clout Father of 4                                   | — | — | — | UK64 Silber · (4 Wo.)UK | US39 ×3Dreifachplatin · (20 Wo.)US | Erstveröffentlichung: 15. März 2019 feat. Cardi B                    |
| 2022 | Big 14 –                                            | — | — | — | — | US96 (1 Wo.)US | Erstveröffentlichung: 5. August 2022 mit Trippie Redd & Moneybagg Yo |
| 2022 | 54321 –                                             | — | — | — | — | US88 (1 Wo.)US | Erstveröffentlichung: 19. August 2022                                |
| 2023 | Jealousy Set It Off                                 | — | — | — | — | US55 (3 Wo.)US | Erstveröffentlichung: 28. Juli 2023 mit Cardi B                      |
| 2025 | Bodies –                                            | — | — | — | — | US72 (2 Wo.)US | Erstveröffentlichung: 20. Juni 2025 mit JID                          |
| Folgende Lieder erschienen nicht als Single, wurden aber durch das Album zum Download und Streaming bereitgestellt und konnten somit eine Platzierung erlangen: |                                                     | | | | | |                                                                      |
| |                                                     | | | | | |                                                                      |
| 2019 | Legacy Father of 4                                  | — | — | — | — | US49 Gold · (1 Wo.)US | Charteinstieg: 9. März 2019 feat. Travis Scott & 21 Savage           |
| 2019 | How Did I Get Here Father of 4                      | — | — | — | — | US65 (1 Wo.)US | Charteinstieg: 9. März 2019 feat. J. Cole                            |
| 2019 | Lick Father of 4                                    | — | — | — | — | US86 (1 Wo.)US | Charteinstieg: 9. März 2019                                          |
| 2023 | Danger (Spider) Spider-Man: Across The Spider-Verse | — | — | — | — | US95 (1 Wo.)US | Charteinstieg: 17. Juni 2023 mit JID                                 |
| 2023 | Say My Grace Set It Off                             | — | AT70 (1 Wo.)AT | CH41 (1 Wo.)CH | UK49 (1 Wo.)UK | US48 (2 Wo.)US | Charteinstieg: 20. Oktober 2023 feat. Travis Scott                   |
| 2023 | Worth It Set It Off                                 | — | — | CH45 (1 Wo.)CH | UK52 (1 Wo.)UK | US90 (8 Wo.)US | Charteinstieg: 26. Oktober 2023 feat. Don Toliver                    |

Weitere Singles
- 2018: Alive (mit Lil Jon & 2 Chainz, US: Gold)
- 2022: Step 1 (mit Sleazyworld Go, US: Gold)

### Singles als Gastmusiker
| Jahr | Titel Album                                    | Höchstplatzierung, Gesamtwochen, AuszeichnungChartplatzierungen (Jahr, Titel, Album, Platzierungen, Wochen, Auszeichnungen, Anmerkungen) | Höchstplatzierung, Gesamtwochen, AuszeichnungChartplatzierungen (Jahr, Titel, Album, Platzierungen, Wochen, Auszeichnungen, Anmerkungen) | Höchstplatzierung, Gesamtwochen, AuszeichnungChartplatzierungen (Jahr, Titel, Album, Platzierungen, Wochen, Auszeichnungen, Anmerkungen) | Höchstplatzierung, Gesamtwochen, AuszeichnungChartplatzierungen (Jahr, Titel, Album, Platzierungen, Wochen, Auszeichnungen, Anmerkungen) | Höchstplatzierung, Gesamtwochen, AuszeichnungChartplatzierungen (Jahr, Titel, Album, Platzierungen, Wochen, Auszeichnungen, Anmerkungen) | Anmerkungen                                                                      |
| Jahr | Titel Album                                    | DE | AT | CH | UK | US | Anmerkungen                                                                      |
| --- | ---------------------------------------------- | --- | --- | --- | --- | --- | -------------------------------------------------------------------------------- |
| 2017 | No Complaints Not All Heroes Wear Capes        | — | — | — | — | US71 Platin · (5 Wo.)US | Erstveröffentlichung: 23. Juni 2017 Metro Boomin feat. Drake & Offset            |
| 2017 | Patek Water Super Slimey                       | — | — | CH80 (1 Wo.)CH | UK89 (1 Wo.)UK | US50 Gold · (4 Wo.)US | Erstveröffentlichung: 12. Dezember 2017 Future & Young Thug feat. Offset         |
| 2018 | Proud The Play Don’t Care Who Makes It         | — | — | — | — | US96 Gold · (2 Wo.)US | Erstveröffentlichung: 6. März 2018 2 Chainz feat. YG & Offset                    |
| 2018 | Taste Legendary                                | — | AT21 (21 Wo.)AT | CH18 (34 Wo.)CH | UK5 ×3Dreifachplatin · (46 Wo.)UK | US8 Diamant · (29 Wo.)US | Erstveröffentlichung: 18. Mai 2018 Tyga feat. Offset                             |
| 2018 | Zeze Dying to Live                             | DE37 Gold · (16 Wo.)DE | AT31 (10 Wo.)AT | CH13 (19 Wo.)CH | UK7 Platin · (20 Wo.)UK | US2 ×6Sechsfachplatin · (25 Wo.)US | Erstveröffentlichung: 12. Oktober 2018 Kodak Black feat. Travis Scott & Offset   |
| 2018 | Hurts Like Hell                                | — | AT73 (1 Wo.)AT | — | — | — | Erstveröffentlichung: 9. November 2018 Madison Beer feat. Offset                 |
| 2019 | Rich –                                         | — | — | — | UK53 Silber · (9 Wo.)UK | — | Erstveröffentlichung: 2019 The Plug feat. D-Block Europe & Offset                |
| 2024 | Prada Dem One of Wun                           | — | — | — | — | US54 Gold · (3 Wo.)US | Erstveröffentlichung: 15. März 2024 Gunna feat. Offset                           |
| Folgende Lieder erschienen nicht als Single, wurden aber durch das Album zum Download und Streaming bereitgestellt und konnten somit eine Platzierung erlangen: |                                                | | | | | |                                                                                  |
| |                                                | | | | | |                                                                                  |
| 2017 | Met Gala Droptopwop                            | — | — | — | — | US88 Platin · (2 Wo.)US | Charteinstieg: 17. Juni 2017 Gucci Mane feat. Offset                             |
| 2017 | Ghostface Killers Without Warning              | DE94 (1 Wo.)DE | — | CH40 (3 Wo.)CH | UK60 Silber · (2 Wo.)UK | US35 ×2Doppelplatin · (7 Wo.)US | Charteinstieg: 10. November 2017 mit Metro Boomin & 21 Savage feat. Travis Scott |
| 2017 | Rap Saved Me Without Warning                   | — | — | — | — | US64 Platin · (3 Wo.)US | Charteinstieg: 25. November 2017 mit Metro Boomin & 21 Savage feat. Quavo        |
| 2017 | Mad Stalkers Without Warning                   | — | — | — | — | US99 Gold · (1 Wo.)US | Charteinstieg: 25. November 2017 mit Metro Boomin & 21 Savage                    |
| 2017 | Nightmare Without Warning                      | — | — | — | — | US100 (1 Wo.)US | Charteinstieg: 25. November 2017 mit Metro Boomin                                |
| 2017 | Dubai Shit Huncho Jack, Jack Huncho            | — | — | CH84 (1 Wo.)CH | — | US83 (1 Wo.)US | Charteinstieg: 31. Dezember 2017 Huncho Jack feat. Offset                        |
| 2019 | Startender Hoodie SZN                          | — | — | — | UK84 Silber · (4 Wo.)UK | US59 ×2Doppelplatin · (9 Wo.)US | Charteinstieg: 5. Januar 2019 A Boogie wit da Hoodie feat. Offset & Tyga         |
| 2019 | Baby Sitter Baby on Baby                       | — | — | — | — | US59 Platin · (20 Wo.)US | Charteinstieg: 24. August 2019 DaBaby feat. Offset                               |
| 2020 | Had Enough JackBoys • Heaven or Hell           | — | — | CH44 (1 Wo.)CH | UK60 (1 Wo.)UK | US52 Gold · (2 Wo.)US | Charteinstieg: 5. Januar 2020 Don Toliver feat. Quavo & Offset                   |
| 2020 | Cap Dissimulation                              | — | — | — | UK24 (2 Wo.)UK | — | Charteinstieg: 4. Juni 2020 KSI feat. Offset                                     |
| 2021 | Run It Up Destined 2 Win                       | — | — | — | UK63 Silber · (1 Wo.)UK | US50 ×2Doppelplatin · (3 Wo.)US | Charteinstieg: 15. April 2021 Lil Tjay feat. Offset & Moneybagg Yo               |
| 2023 | Sadio Sincèrement                              | — | — | CH6 (3 Wo.)CH | — | — | Charteinstieg: 26. Februar 2023 Hamza feat. Offset                               |
| 2023 | Momma Love My Life                             | — | AT58 (1 Wo.)AT | CH83 (1 Wo.)CH | — | — | Charteinstieg: 12. März 2023 Ufo361 feat. Offset                                 |
| 2023 | Annihilate Spider-Man: Across The Spider-Verse | DE— aDE | — | — | UK59 (3 Wo.)UK | US44 (4 Wo.)US | Charteinstieg: 15. Juni 2023 Metro Boomin feat. Swae Lee, Offset & Lil Wayne     |
| 2025 | At My Purest The Last Wun                      | — | — | — | — | US72 (… Wo.)US | Charteinstieg: 23. August 2025 Gunna feat. Offset                                |

Weitere Gastbeiträge
- 2016: Guwop (Young Thug feat. Quavo, Offset & Young Scooter, US: Platin)
- 2018: Do Not Disturb (mit Smokepurpp, Murda Beatz & Lil Yachty, US: Gold)
- 2018: Who Want the Smoke? (Lil Yachty feat. Cardi B & Offset, US: Gold)
- 2020: Macarena (Sfera Ebbasta feat. Offset)

## Auszeichnungen für Musikverkäufe
| Goldene Schallplatte - Australien - 2018: für das Lied Ghostface Killers - 2019: für die Single Hurts Like Hell - 2024: für das Lied Annihilate - 2024: für die Single No Complaints - Brasilien - 2024: für die Single Red Room - 2024: für das Lied Annihilate - Dänemark - 2022: für das Lied Ghostface Killers - 2024: für das Lied Run It Up - Frankreich - 2019: für die Single Taste - 2022: für die Single Clout - 2023: für das Lied Sadio - Italien - 2019: für die Single Zeze - 2020: für die Single Macarena - Kanada - 2019: für die Single Guwop - 2020: für die Single Had Enough - Neuseeland - 2020: für das Lied Ghostface Killers - 2024: für das Album Father of 4 - Polen - 2024: für das Album Without Warning - Portugal - 2019: für die Single Zeze - 2022: für die Single Clout - Spanien - 2024: für die Single Ric Flair Drip - 2024: für die Single Zeze - Südafrika - 2025: für die Single Prada Dem - Vereinigte Staaten - 2018: für das Lied Lost It - 2022: für das Lied Mickey - 2022: für das Lied Realist In It - 2025: für das Lied Disrespectful - 2025: für das Lied Still Serving - 2025: für das Lied Climate | Platin-Schallplatte - Australien - 2018: für die Single Ric Flair Drip - Brasilien - 2024: für die Single Clout - Dänemark - 2021: für die Single Zeze - 2021: für die Single Ric Flair Drip - 2022: für das Album Without Warning - Frankreich - 2022: für die Single Zeze - 2024: für die Single Ric Flair Drip - Italien - 2019: für die Single Taste - 2023: für die Single Ric Flair Drip - Kanada - 2018: für das Lied Ghostface Killers - 2019: für das Lied Minute - 2020: für die Single Hurts Like Hell - 2022: für die Single Patek Water - Neuseeland - 2023: für das Album Without Warning - Polen - 2023: für die Single Ric Flair Drip - 2024: für die Single Zeze - Spanien - 2024: für die Single Taste - Vereinigte Staaten - 2024: für das Lied Minute | 2× Platin-Schallplatte - Australien - 2019: für die Single Zeze - Dänemark - 2022: für die Single Taste - Kanada - 2020: für die Single No Complaints - 2022: für das Lied Startender - 2022: für das Lied Run It Up 3× Platin-Schallplatte - Griechenland - 2024: für die Single Ric Flair Drip - Neuseeland - 2023: für die Single Zeze 4× Platin-Schallplatte - Kanada - 2018: für die Single Ric Flair Drip - Neuseeland - 2024: für die Single Ric Flair Drip 6× Platin-Schallplatte - Neuseeland - 2025: für die Single Taste |

Anmerkung: Auszeichnungen in Ländern aus den Charttabellen bzw. Chartboxen sind in ebendiesen zu finden.
| Land/RegionAuszeichnungen für Musikverkäufe (Land/Region, Auszeichnungen, Verkäufe, Quellen) | Silber     | Gold       | Platin       | Diamant  | Verkäufe   | Quellen              |
| -------------------------------------------------------------------------------------------- | ---------- | ---------- | ------------ | -------- | ---------- | -------------------- |
| Australien (ARIA)                                                                            | —          | 4× Gold4   | 3× Platin3   | —        | 350.000    | aria.com.au          |
| Brasilien (PMB)                                                                              | —          | 2× Gold2   | Platin1      | —        | 80.000     | pro-musicabr.org.br  |
| Dänemark (IFPI)                                                                              | —          | 2× Gold2   | 5× Platin5   | —        | 470.000    | ifpi.dk              |
| Deutschland (BVMI)                                                                           | —          | 2× Gold2   | —            | —        | 400.000    | musikindustrie.de    |
| Frankreich (SNEP)                                                                            | —          | 3× Gold3   | 2× Platin2   | —        | 700.000    | snepmusique.com      |
| Griechenland (IFPI)                                                                          | —          | —          | 3× Platin3   | —        | 60.000     | Einzelnachweise      |
| Italien (FIMI)                                                                               | —          | 2× Gold2   | 2× Platin2   | —        | 210.000    | fimi.it              |
| Kanada (MC)                                                                                  | —          | 2× Gold2   | 14× Platin14 | —        | 1.200.000  | musiccanada.com      |
| Neuseeland (RMNZ)                                                                            | —          | 2× Gold2   | 14× Platin14 | —        | 427.500    | radioscope.co.nz NZ2 |
| Polen (ZPAV)                                                                                 | —          | Gold1      | 2× Platin2   | —        | 110.000    | olis.pl              |
| Portugal (AFP)                                                                               | —          | 2× Gold2   | —            | —        | 10.000     | Einzelnachweise      |
| Spanien (Promusicae)                                                                         | —          | 2× Gold2   | Platin1      | —        | 120.000    | elportaldemusica.es  |
| Südafrika (RISA)                                                                             | —          | Gold1      | —            | —        | 20.000     | risa.org.za          |
| Vereinigte Staaten (RIAA)                                                                    | —          | 17× Gold17 | 28× Platin28 | Diamant1 | 46.500.000 | riaa.com             |
| Vereinigtes Königreich (BPI)                                                                 | 6× Silber6 | —          | 5× Platin5   | —        | 3.760.000  | bpi.co.uk            |
| Insgesamt                                                                                    | 6× Silber6 | 42× Gold42 | 80× Platin80 | Diamant1 |            |                      |